# Podnoszenie ciężarów na Letnich Igrzyskach Olimpijskich 2020 – waga do 76 kg kobiet
Rywalizacja w wadze do 76 kg kobiet w podnoszeniu ciężarów na Letnich Igrzyskach Olimpijskich 2020 została rozegrana w dniu 1 sierpnia 2021 roku w hali Tokyo International Forum.

## Terminarz
| Data            | Godzina |         |
| --------------- | ------- | ------- |
| 1 sierpnia 2021 | 13:50   | Grupa B |
| 1 sierpnia 2021 | 19:50   | Grupa A |

## Wyniki
| Pozycja | Grupa | Zawodniczka           | Reprezentacja     | Waga  | Rwanie | Rwanie | Rwanie | Podrzut | Podrzut | Podrzut | Wynik | Uwagi |
| Pozycja | Grupa | Zawodniczka           | Reprezentacja     | Waga  | 1      | 2      | 3      | 1       | 2       | 3       | Wynik | Uwagi |
| ------- | ----- | --------------------- | ----------------- | ----- | ------ | ------ | ------ | ------- | ------- | ------- | ----- | ----- |
| 1. !    | A     | Neisi Dajomes         | Ekwador           | 75,10 | 111    | 115    | 118    | 135     | 140     | 145     | 263   |       |
| 2. !    | A     | Katherine Nye         | Stany Zjednoczone | 75,15 | 107    | 111    | 114    | 133     | 138     | 148     | 249   |       |
| 3. !    | A     | Aremi Fuentes         | Meksyk            | 75,65 | 105    | 108    | 110    | 135     | 137     | 139     | 245   |       |
| 4.      | A     | Patricia Strenius     | Szwecja           | 72,80 | 102    | 102    | 102    | 130     | 133     | 138     | 235   |       |
| 5.      | A     | Darja Naumawa         | Białoruś          | 75,30 | 103    | 107    | 107    | 125     | 131     | 133     | 234   |       |
| 6.      | A     | Kumushxon Fayzullaeva | Uzbekistan        | 71,80 | 97     | 101    | 101    | 122     | 126     | 130     | 227   |       |
| 7.      | B     | Emily Muskett         | Wielka Brytania   | 71,85 | 92     | 95     | 98     | 117     | 123     | 124     | 222   |       |
| 8.      | B     | Kristel Ngarlem       | Kanada            | 75,35 | 92     | 95     | 97     | 123     | 126     | 126     | 218   |       |
| 9.      | B     | Mahassen Fattouh      | Liban             | 69,60 | 88     | 93     | 97     | 112     | 118     | 124     | 217   |       |
| 10.     | B     | Nancy Genzel Abouke   | Nauru             | 71,80 | 88     | 88     | 91     | 108     | 113     | 117     | 203   |       |
| 11.     | B     | Jeanne Gaëlle Eyenga  | Kamerun           | 75,50 | 86     | 91     | 96     | 111     | 116     | 118     | 202   |       |
| -       | A     | Iryna Decha           | Ukraina           | 75,75 | 110    | 113    | 113    | 131     | 131     | 131     | DNF   | DNF   |
| -       | A     | Kim Su-hyeon          | Korea Południowa  | 75,65 | 106    | 109    | 110    | 138     | 140     | 140     | DNF   | DNF   |